# AERO
Pour les articles homonymes, voir Aero.
Albums de Jean-Michel Jarre
Geometry of Love
(2003) Sublime Mix
(2006)
AERO est un album de musique électronique de Jean-Michel Jarre sorti en 2004. Présenté par l'artiste comme le premier album entièrement conçu en son 5.1, il offre à l'auditeur une écoute totalement unique. Onze titres parmi les plus mythiques de Jean Michel Jarre sont remixés et « spatialisés » par le DJ-producteur français Joachim Garraud, rejoints par trois titres inédits eux aussi en 5.1
En accompagnement visuel, Jean Michel Jarre a filmé les yeux de l'actrice Anne Parillaud écoutant l'album. Ce clip de 73 minutes, sans montage, se veut le reflet des émotions éprouvées par chacun.

## Liste des pistes
| 1.    | Aero Opening                 | 0:50 |
| 2.    | Oxygene 2                    | 7:41 |
| 3.    | Aero                         | 3:09 |
| 4.    | Equinoxe 8                   | 1:24 |
| 5.    | Oxygene 4                    | 5:05 |
| 6.    | Souvenir Of China            | 4:46 |
| 7.    | Aerology                     | 3:40 |
| 8.    | Equinoxe 3                   | 6:33 |
| 9.    | Equinoxe 4                   | 6:46 |
| 10.   | Last Rendez-Vous             | 5:08 |
| 11.   | Zoolookology                 | 3:54 |
| 12.   | Aerozone                     | 4:56 |
| 13.   | Magnetic Fields 1            | 5:59 |
| 14.   | Chronology 6                 | 6:10 |
| 15.   | Rendez-Vous 4 (Live Version) | 7:34 |
| 73:00 |                              |      |